# Đông Hà, Quản Bạ
Đông Hà là một xã thuộc huyện Quản Bạ, tỉnh Hà Giang, Việt Nam.

## Địa lý
Xã Đông Hà có vị trí địa lý:
- Phía đông giáp xã Lùng Tám và xã Thái An
- Phía tây giáp huyện Vị Xuyên và xã Quyết Tiến
- Phía nam giáp huyện Vị Xuyên và xã Thái An
- Phía bắc giáp xã Cán Tỷ.

Xã Đông Hà có diện tích 27,45 km²,dân số năm 2022 là 3.055 người, mật độ dân số đạt 111 người/km².

## Hành chính
Xã Đông Hà được chia thành 4 thôn: Thống Nhất, Sang Phàng, Nà Sài, Cốc Mạ.

## Lịch sử
Trước đây, Đông Hà là một xã thuộc huyện Vị Xuyên.
Ngày 15 tháng 12 năm 1962, Hội đồng Chính phủ ban hành Quyết định số 211-CP về việc thành lập huyện Quản Bạ trên cơ sở tách xã Đông Hà thuộc huyện Vị Xuyên.